# Kamasutra 3D
Kamasutra 3D è un film del 2013 diretto da Rupesh Paul.
La pellicola è direttamente ispirata al famoso libro indiano Kāma Sūtra di Vātsyāyana Mallanaga. Avrebbe dovuto essere il primo capitolo di una trilogia.

## Trama
Una principessa, promessa sposa fin da bambina, si imbarca per raggiungere il marito. Tra le stravaganze degli usi e costumi esotici e gli idilliaci sfondi della pittoresca India, la principessa passerà attraverso un personalissimo processo di trasformazione del proprio corpo, mente e anima. A lei si aggiunge un enigmatico compagno di viaggio: un dio della bellezza e maestro del Kama-Sutra, infatti, la introduce nel mondo proibito dell'amore e della sensualità.

## Produzione
Il film ha avuto una produzione travagliata per il turbolento rapporto tra la modella indiana Sherlyn Chopra, inizialmente protagonista del film, sostituita in corsa dal regista Rupesh Paul. Lei aveva pubblicato un video con immagini in anteprima non autorizzate, lui è stato addirittura accusato di molestie per poi replicare con una accusa di diffamazione. Alla fine la controversia si è comunque risolta bonariamente, ma la pellicola, dopo un primo lancio pubblicitario con Sherlyn Chopra, è tornata in lavorazione costringendo ad un prolungamento delle riprese e ad un'uscita molto ritardata.. 

Sherlyn Chopra in una scena del film poi tagliata

### Regia
Il regista Rupesh Paul ha affermato: «La nudità in questo film non è volgare, ma semplicemente una forma d'arte e di espressione della mente».

## Precedenti
- Kamasutra, regia di Mira Nair (1996)
- Tales of the Kama Sutra 2: Monsoon, regia di Jag Mundhra (1999)
- Kama Sutra - Il giardino profumato, regia di Jag Mundhra (2000)